# 陳世杰 (籃球運動員)
陳世杰（1984年9月24日—）是臺灣男子籃球運動員，綽號溪湖，主打控球後衛位置。

## 生平
2003年至2016年7月11日，陳世杰效力超級籃球聯賽新浪獅、幼敏電銷、東風老鷹、璞園建築。2016年7月11日，陳世杰加盟中國男子籃球職業聯賽福建鱘潯興。2017年4月30日，陳世杰確定重返超級籃球聯賽桃園璞園建築。2019年8月1日，桃園璞園建築宣佈陳世杰退役，轉任南山高中體育老師及教練。
2020年10月，陳世杰復出替桃園領航猿出賽P. LEAGUE+熱身賽。11月7日，陳世杰在對陣臺北富邦勇士的熱身賽中因膝蓋受傷退場。11月11日，陳世杰出現在P. LEAGUE+桃園領航猿名單中。2021年11月，陳世杰出現在超級籃球聯賽桃園璞園建築名單中。

## 外部連結
- 陳世杰在fiba.basketball（英语）
- 陳世杰在archive.fiba.com（存檔）（英语）
- 陳世杰在中国男子篮球职业联赛官網
- 陳世杰在P. LEAGUE+官網
- 陳世杰在Basketball-Reference.com（國際）（英语）
- 陳世杰在Eurobasket.com（球員）（英语）
- 陳世杰在RealGM（英语）
- 陳世杰在中国篮球数据库